# Kočka tmavá
Kočka tmavá (Leopardus guigna), nazývaná také tigrillo a ve své domovině guiña (též označovaná jako kodkod), je vzácný druh malé kočkovité šelmy obývající lesy ve středním a jižním Chile. Je to nejmenší druh kočkovité šelmy na západní polokouli.

## Synonyma
- Felis guigna
- Oncifelis guigna

## Popis
- Hmotnost: 1,8–2,7 kg
- Délka těla: 39–51 cm
- Délka ocasu: 19–25 cm
- Výška: 25 cm

Velikostí je kočka tmavá asi poloviční oproti kočce domácí a podobá se malé kočce slaništní, se kterou je blízce příbuzná. Je dokonce možné, že kočka tmavá je pouze její poddruh. Kočka tmavá má ve srovnání s kočkou slaništní kratší obličejovou část hlavy a krátký silnější ocas. Také má poměrně velké tlapky.
Srst je šedohnědá, žlutohnědá nebo hnědavá s tmavší kresbou, která je tvořená množstvím černých kulatých skvrn, které často splývají v pruhy, hlavně na obličeji, ramenou a na hřbetě. Ocas je kroužkovaný. Ušní boltce jsou, podobně jako u kočky slaništní, černé s bílou skvrnou k vizuální komunikaci s ostatními kočkami. Břicho je bělavé.
Poddruh L. guigna guigna je poněkud menší a kresba je výrazná, tyto kočky tmavé mají tečky i na končetinách. Oproti tomu jedinci z poddruhu L. guigna tigrillo mají kresbu méně nápadnou, podkladová barva bývá světlejší a na končetinách žádná kresba není.
U obou poddruhů nejsou vzácností melanističtí, černí jedinci. Zdá se, že výskyt melanistického zbarvení stoupá se zeměpisnou šířkou (Miller and Rottmann, 1976); černé kočky jsou nejhojnější v oblasti Guaitecas a Chiloé v Chile. V červenci 2022 byl tmavý jedinec poprvé zachycen na kameru.

## Rozšíření
Kočka tmavá je endemit And, její areál se nachází na území Chile a Argentiny. Vyskytuje se v oblasti od centrální chilského regionu Coquimbo přes Guaitecasa a Chiloé až po argentinskou provincii Chubut a Santa Cruz.

## Stanoviště
Kočka tmavá je vázána na vlhké lesy mírného pásma, dává přednost stálezeleným deštným lesům nebo opadavým vlhkým lesům na svazích And, až k hranici lesa (1900 až 2500 m n. m.). Jsou to vlhké lesy charakterizované přítomností bambusů v podrostu, liány a epifytní rostliny, hlavní druhy stromů jsou araukárie a pabuky. Byla pozorována také ve tvrdolistých lesích, jehličnatém nebo horském lese.

## Biologie
O chování kočky tmavé je známo jen velmi málo. Pravděpodobně je aktivní v noci, kdy loví malé obratlovce, na zemi žijící hlodavce, ptáky nebo malé plazy. Větší samci někdy loví i domácí drůbež. Velmi dobře šplhá, na stromech odpočívá a ukrývá se tam před nebezpečím; možná loví i ve větvích. V zajetí má denní aktivitu (Green, 1991).
Březost trvá 72–78 dní, poté se rodí průměrně dvě koťata, která pohlavně dospívají až ve dvou letech. V zajetí se kočka tmavá dožívá až 11 let.

## Ochrana
Kočka tmavá je v přírodě poměrně vzácná. Na rozdíl od ostatních koček rodu Oncifelis unikla lovcům kožešin a nikdy nebyla lovena ve velkém, fakt, že loví i drůbež, ji ale dostává do konfliktu s člověkem. Je také ohrožena odlesňováním, nicméně se zdá, že dokáže přežít i v člověkem změněné krajině (v sekundárních lesích, na plantážích apod.)
Odhadovaný počet dospělých koček tmavých je méně než 10 000 jedinců. Kočka tmavá je chráněná zákonem v Chile i v Argentině, je také zapsána v CITES II.